# ملعب أتليتي أزوري إيطاليا

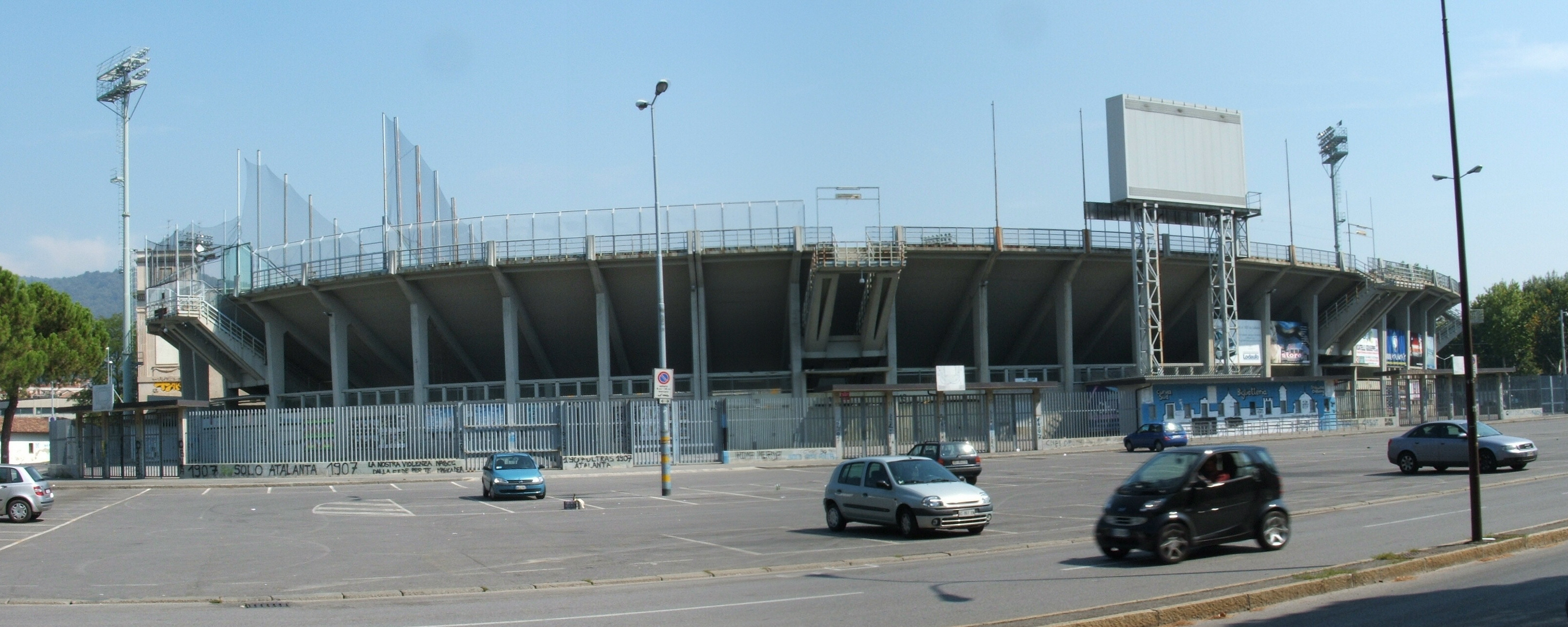
ملعب أتليتي أزوري

ملعب أتليتي أزوري إيطاليا (بالإيطالية: Stadio Atleti Azzurri d'Italia)‏ ملعب كرة قدم يقع في مدينة بيرغامو الإيطالية ويستخدمه ناديا أتالانتا وألبينوليفي . بدأ البناء فيه سنة 1927 وافتتح رسميا في سنة 1928. تبلغ سعة الملعب 24642 مقعد بينما تبلغ مساحته 120 متر في 70 متر عرض .